# Corticaria interstitialis
Corticaria interstitialis är en skalbaggsart som beskrevs av Mannerheim 1844. Corticaria interstitialis ingår i släktet Corticaria, och familjen mögelbaggar. Enligt den svenska rödlistan är arten nära hotad i Sverige. Arten förekommer i Svealand, Nedre Norrland och Övre Norrland. Artens livsmiljö är skogslandskap.